# Tierra Blanca, Santiago Matatlán
Tierra Blanca är en ort i Mexiko.   Den ligger i kommunen Santiago Matatlán och delstaten Oaxaca, i den sydöstra delen av landet, 400 km sydost om huvudstaden Mexico City. Tierra Blanca ligger 1 763 meter över havet och antalet invånare är 133.
Terrängen runt Tierra Blanca är varierad. Runt Tierra Blanca är det mycket glesbefolkat, med 3 invånare per kvadratkilometer. Närmaste större samhälle är Tlacolula de Matamoros, 16,3 km norr om Tierra Blanca. Trakten runt Tierra Blanca består i huvudsak av gräsmarker.